# Давид Абашидзе
Абашидзе Давид (Додо) Іванович (1 травня 1924, Тифліс (нині Тбілісі) — 26 січня 1990) — грузинський радянський актор та режисер. Народний артист Грузинської РСР (1967).

## Акторська кар'єра
Творчу діяльність почав після завершення Тбіліського театрального інституту імені Шота Руставелі. Відразу після закінчення його прийняли до складу трупи академічного театру імені Шота Руставелі. Перші декілька років він грав у театрі, але незабаром почав активно зніматися в кіно, будучи змушений залишити сцену.
З 1953 року Давид Абашидзе стає актором кіностудії «Грузія-фільм», де постійно знімався у фільмах різного жанру та розкрився як багатогранний актор.
Перший фільм за його участю вийшов у прокат 1954 року під назвою «Бабка»/рос. «Стрекоза». За свою акторську кар'єру Абашидзе зіграв в понад сорока фільмах.

## Режисерська кар'єра
Першою самостійною режисерською роботою став телефільм 1976 року «Грузинські ритми», де він також був і сценаристом.
У 80-х роках XX століття співпрацює разом з Сергієм Параджановим — 1984 року виходить кінокартина «Легенда про Сурамську фортецю».
1988 року Давид Іванович поєднує дві справи одночасно — на екрани виходить фільм «Ашик-Керіб», де митець був як режисером, так і виконавцем головної ролі. Основною сюжетною лінією цього твору є чоловічі фольклорні мотиви на весіллі. Актори в фільмі ніби є путівниками по східному базару, де можна придбати різноманітні товари. Їхні ролі другорядні, що дає можливість глядачу поринути в атмосферу світу, де немає місця негараздам та бідам.
Помер актор 26 січня 1990 року.

## Фільмографія
- «Бабка» (1954)
- «Відрядження» (1961)
- «Наречений без диплому» (1961, Додо) (ця роль дала друге ім'я для Давида в житті)
- «Білий караван» (1964, Ягвіра, водій)
- «Вибачте, Вас очікує смерть» (1965, Апрасіон)
- «Діти моря» (1965)
- «Хевсурська балада» (1966, Алуда)
- «Велика зелена долина» (1968, Сосана)
- «Він не хотів убивати… » (1966, Омар Марганія)
- «Листопад» (1966, Резо)
- «Скоро прийде весна» (1967)
- «Світло в наших вікнах» (1967)
- «Ашик-Керіб» (1988)
- «Не журись!» (1969, князь Вамех Вахварі)‎
- «Піросмані» (1969, друг Піросмані)
- «Правиця великого майстра» (1969, Мамамзе Ериставі)
- «Білі камні» (1972)
- «Веселий роман» (1972)
- «Коли зацвів мигдаль» (1972, Ніко)
- «Сибірський дід» (1974, Каландарішвілі)
- «Ау-у!» (1975)
- «Перша ластівка» (1975, Ясон; комедія про становлення грузинського футболу)
- «Містечко Анара» (1976, претендент на отримання рогу для вина)
- «Вершина» (1976, Габрієлі)
- «Як ранковий туман» (1976, батько Жужуны)
- «Справа передається до суду» (1976, Іраклій Розмадзе, прокурор)
- «Не вір, що мене більше немає» (Міхо та Сандро)
- «Береги» (1977, Сетурі)
- «Рача, любов моя» (1977, Варлам)
- «Ціна життя» (1977, Шаліко)
- «Кваркваре» (1978)
- «У холодильнику хтось сидів» (1983, батько Лії)
- «Легенда про Сурамську фортецю» (1984, Осман-ага; волинщик) та ін.

## Нагороди та звання
- 1990 рік — премія «НІКА»;
- 1986 рік — приз за найкращу режисуру в фільмі «Легенда про Сурамську фортецю» на кінофестивалі в Іспанії;
- 1976 — нагорода за участь в фільмі «Перша ластівка» на IX Всесоюзному кінофестивалі в Фрунзе;
- 1970 — нагорода за участь в фільмі «Світло в наших вікнах» на IV Всесоюзному кінофестивалі в столиці Білорусі;
- 1968 — нагорода за найкращу чоловічу роль в фільмі «Велика зелена долина»;
- 1967 — присвоєне звання народного артиста Грузинської РСР.

## Використані джерела
- Фільмографія на kino-teatr.ru [Архівовано 21 лютого 2020 у Wayback Machine.](рос.)
- http://kinohithd.com/persons.php?id=8992%5Bнедоступне+посилання+з+червня+2019%5D